# 7. извиђачко-диверзантски одред
7. извиђачко-диверзантски одред је била извиђачка јединица Херцеговачког корпуса Војске Републике Српске. Одред је основан 7. септембра 1992. године, у билећкој касарни. Претечу одреда и окосницу њеног будућег деловања, чинили су мајор Анђелко Милићевић, командир 3. извиђачког одреда Треће армије Војске Југославије, као и капетан Душан Поповић Поп, старији водник прве класе Милан Павлица, старији водник Зоран Марјанов и старији водник Милан Јаћимовић.
Одред је током рата борбено деловао на простору од Требиња до Руда, а посебно се истакао током операције Лукавац 1993. године. Кроз одред је прошло 50-ак припадника, а 7 их је погинуло.

## Ратни пут

### 1992.
На дан оснивања 7. септембра 1992. одред је имао 38 бораца. Још током трајања обуке 30. септембра на простору Фазлагића Куле – Гацко одред ненадано наилази на непријатеља и трпи прве губитке. Међу погинулим борцима био је и руски добровољац Сергеј Владимирович Велешков. Током октобра одред је размештен на требињско-дубровачко ратиште. За време трајања хрватско-бошњачког напада у новембру, јединица брани положаје Врањевића и Брштаника заједно са Невесињском бригадом, Билећким добровољцима и делом батаљона корпусне полиције. У јеку борби, одред упада у непријатељеву позадину и успешно наводи паљбу минобацача 60мм, али истовремено гине командир Павлица Милан, док 5 бораца бивају тешко рањени.
Након битке један део бораца одлази у друге јединице, а одред током опоравка следећег месеца заокружује бројно стање на 20-ак бораца у ком ће стању и дочекати крај рата.

### 1993.
Извиђачи су се 1993. борили на ширем подручју Фоче, Трескавице, Трнова и Бјелашнице. Током пролећа одред је био задејствован на фочанском терену и прилазима Горажду, а посебно на тачкама Зебина шума, Осанице, Црвене стијене, Церова раван, Осоја те правац Миљевина – Гребак.Шаблон:Извора?
У лето 1993. Генералштаб ВРС покреће операцију Лукавац 93 чији је циљ био заузимање Трнова и планина Бјелашнице и Трескавице. Од почетка офанзиве, одред делује у склопу ”специјалне групе”, привремене јединице ВРС. Извиђачи хеликоптерским десантом упадају у позадину АРБиХ стварајући панику. Непосредно након десанта, одред под борбом улази у село Шабанци и заузима брдо Проскок. Напослетку, заједно за извиђачима Драгана Андана, билећким одредом специјалне полиције, те Вуковима са Дрине, подижу заставу Републике Српске 2. августа 1993. на Бјелашници славећи победу у операцији Лукавац 93.

### 1994.
Јединица је 1994. ратовала у Олову, Горажду, Борцима, Калиновику и Трескавици. Већ у јануару, извиђачи насилно прелазе реке Кривају и Биоштицу, упадајући у позадину АРБиХ током напада ВРС на Олово у офанзиви Дрина 93. Одред ће се вратити на оближње положаје у августу током борби за Нишићку висораван.{
За време покушаја заузимања Горажда у операцији Звезда 94, одред насилно извиђа комуникацију Сарајево – Горажде на правцу Горажде – Чајниче – Метаљка и заузима објекат Градина.
На јесен Херцеговачки корпус губи положаје око Борака, а одред добија задатак да помогне одбрану и контролише простор Прења. Током Друге митровданске офанзиве АРБиХ, јединица је задејствована на планини Трескавици у борбама за објекат Комић.

### 1995.
Последњу годину рата, одред је провео у мање бурном темпу. Тежишни задатак јединица је имала на извиђању непријатеља на требињском ратишту.

## Опремa
Лично наоружање:
- LK M48
- Застава М76
- Застава М91
- Застава М84
- Застава М53
- Застава M72
- Застава M77
- Застава М77 Б1
- Застава М90
- Застава М70
- Застава М80
- Застава М84 Шкорпион

Тенкови:
- Т-55
- M-84